# San Antonio Open 2016, парний розряд
Того року турнір проводився вперше.
Анна-Лена Гренефельд і Ніколь Мелічар hanno sconfitto in фінал Клаудія Янс-Ігначик і Анастасія Родіонова з рахунком 6–1, 6–3.

## Сіяні пари
| 1. Кейсі Деллаква / Дарія Юрак (півфінал) 2. Чжуан Цзяжун / Лян Чень (півфінал) | 1. Клаудія Янс-Ігначик / Анастасія Родіонова (фінал) 2. Анна-Лена Гренефельд / Ніколь Мелічар (чемпіонки) |

| 1. Ешлі Вейнголд / Кейтлін Горіскі (1-ше коло) |

## Основна сітка

### Легенда
| - Q = Кваліфаєр - WC = Вайлд-кард - LL = Щасливий лузер | - Alt = Заміна - SE = Виняток - PR = Захищений рейтинг | - w/o = Без гри - r = Зняття - d = Присуджено перемогу |

Шаблон:Torneo-tennis-quarti-3